# رشبرگ، اتریش
رشبرگ (به آلمانی: Rechberg) یک منطقهٔ مسکونی در اتریش است که در ناحیه پرگ واقع شده‌است. رشبرگ ۱۳٫۷۵ کیلومتر مربع مساحت دارد ۵۷۶ متر بالاتر از سطح دریا واقع شده‌است.